# 한국가스기술공사
한국가스기술공사(韓國가스技術公社, Korea Gas Technology Corporation)는 천연가스 설비의 안전성과 공급 신뢰성 확보를 위해 1993년에 한국가스공사의 출자로 설립된 천연가스 설비 전문 기술 회사이다. 대전광역시 유성구 대덕대로 1227(봉산동)에 위치하고 있다.

## 연혁
- 동력자원부와 가스공사, 도시가스엔지니어링사의 설립을 검토(1990.12)[1]
- 한국가스기술공업(주) 설립(1993.05.)
- 한국가스엔지니어링(주) 흡수합병하고 한국가스기술공업(주)으로 사명 동일(2001.06.)
- (주)한국가스기술공사로 사명 변경(2005.03.)
- 본사, 대전(구 대전보덕초등학교)로 이전(2010.10.)

## 조직

### 한국가스기술공사
- 이사회
- 감사
  - 감사실

#### 경영지원본부
- 경영기획처
- 총무회계처
- 인사노무처
- 인재육성센터

#### 기술사업본부
- 안전품질실
- 정비기술처

#### 플랜트사업단
- 설계처
- 플랜트사업처
- 신성장기술센터

## 내용주
1. ↑  주식회사 한국가스기술공사로의 사명 변경일: 2005년 3월 24일

## 같이 보기
- 한국가스공사
- 한국가스안전공사